# 航天年表
本条目根据各国歷年进行的航天活动，包括载人和无人探测，从发射日的时间进行分条目纪录。1951年以后的人类航天活动，按年份纪录，1951年以前进行的相关活动囊括在一个条目中。
文章中的人类航天太空活动定义为卡尔曼线为界，卡尔曼线以下为航空，卡尔曼线以上为航天，大约海平面以上100公里（62.14英里），航天年表包含了过去进行的所有人类太空探索活动，包括失败的，或计划不久的将来进行的。

## 航天器发射统计
查看或编辑原始图形数据.

取自发射数据
- 失败
- 部分失败
- 成功
- 计划